# О (Сома)
О (фр. Ault) насеље је и општина у североисточној Француској у региону Пикардија, у департману Сома која припада префектури Абевил.
По подацима из 2011. године у општини је живело 1674 становника, а густина насељености је износила 279,47 становника/km². Општина се простире на површини од 5,99 km². Налази се на средњој надморској висини од 86 метара (максималној 107 m, а минималној 0 m).

## Демографија
| 1962. | 1968. | 1975. | 1982. | 1990. | 1999. | 2011. |
| ----- | ----- | ----- | ----- | ----- | ----- | ----- |
| 1.996 | 2.014 | 2.192 | 2.058 | 2.054 | 2.070 | 1.674 |

График промене броја становника у току последњих година